# The Reds
The Reds è un gruppo musicale statunitense.

## Storia
Il gruppo venne fondato a Philadelphia verso la fine degli anni settanta.
Il gruppo venne scritturato dalla A&M Records e pubblicò il primo album omonimo nel 1979, prodotto da David Kershenbaum; dopo aver lasciato la casa discografica, pubblicarono in modo indipendente altri due album indipendenti, Stronger Silence e Fatal Slide e, con la Sire Records, un quarto album nel 1984, Shake Appeal, prodotto da Mike Thorne; alcuni dei brani di questo album vennero inseriti in alcuni episodi di Miami Vice.
Shaffer e Cohen vennero poi incaricati di scrivere la colonna sonora per due film, I 5 della squadra d'assalto e Manhunter - Frammenti di un omicidio; il materiale prodotto venne pubblicato in due album dalla MCA Records.

## Discografia

### Album in studio
- 1979 - The Reds
- 1981 - Stronger Silence
- 1982 - Fatal Slide
- 1984 - Shake Appeal
- 1992 - Cry Tomorrow
- 2007 - Fugitives From the Laughing House
- 2009 - Early Nothing
- 2019 - High Point

### Singoli ed EP
- 1977 - Joey/Automatic Boy
- 1979 - Self Reduction/Victims
- 1979 - The Reds
- 1979 - Joey/Victims
- 1979 - Victims/Not You
- 1979 - Whatcha Doin To Me/Not You
- 1979 - Green with Envy
- 1981 - (It's Not The) Same Thing/Stronger Silence/Killing You
- 1981 - The Danger/Do You Play the Game
- 1986 - Waiting for You/Don't Say It

## Formazione
- Rick Shaffer – chitarra, voce
- Tommy Geddes
- Jim Peters
- Bruce Cohen